# 万圣站
萬聖站（：／ Manseong yeok */?）曾經为韩国铁路全罗线上的一座鐵路站，位于全罗南道丽水市萬德洞，已于2011年废止。

## 历史
- 1934年6月25日，落成使用[1]。
- 1944年6月15日，停止使用[2]。
- 1969年7月13日，恢复使用[3]。
- 2011年4月5日，停止使用[4]。